# Wojciech Banaszczyk
Wojciech Sylwiusz Banaszczyk (ur. 28 maja 1954 w Łodzi) – polski matematyk.

## Życiorys
W 1978 ukończył studia matematyczne na Uniwersytecie Łódzkim, tam doktoryzował się w 1984. Habilitował się w Instytucie Matematycznym PAN w 1991, na podstawie pracyAdditive subgroups of topological vector spaces, od 1996 kieruje Katedrą Analizy Funkcjonalnej Uniwersytetu Łódzkiego. W 2003 otrzymał tytuł profesora nauk matematycznych.
W swoich badaniach zajmuje się analizą funkcjonalną, geometrią wypukłą i dyskretną.
W 1985 otrzymał Nagrodę im Stefana Banacha.